# متخصص دعم تعافي الأقران

## متخصص دعم تعافي الأقران
إن متخصص دعم تعافي الأقران (P-RSS) هو لقب مهني للشخص الذي قطع شوطًا في تعافيه من الكحول أو تعاطي المخدرات أو الاضطراب النفسي ومستعد لتعريفه كقرين والعمل على مساعدة الأفراد الآخرين الذين يعتمدون على المواد الكيميائية أو يعانون من اضطراب نفسي. وبسبب تجربة حياتهم، يمتلك هؤلاء الأشخاص خبرة أن التدريب المهني لا يمكن تكراره.
وهناك العديد من المهام التي يؤديها متخصصو دعم الأقران والتي قد تشمل مساعدة أقرانهم في التعبير عن أهدافهم للتعافي وتعلم وممارسة مهارات جديدة ومساعدتهم على مراقبة تقدمهم في علاجهم ومساعدتهم فيه ونمذجة تقنيات التأقلم الفعالة وإستراتيجيات المساعدة الذاتية بناءً على خبرة المتخصص نفسه في التعافي وأخيرًا تقديم الدعم لهم في دعوة أنفسهم للحصول على خدمات فعالة.
إن متخصص دعم تعافي الأقران هو زميل مدرب وتعافى بنفسه يقوم بمساعدة الأفراد الباحثين عن الدعم، وهو من يمكنه الانخراط مع الأقران في مراكز التعافي المجتمعية أو خارجها في أي عدد من الأنشطة أو عبر الهاتف أيضًا. ويمكن أن يعمل متخصص دعم التعافي مع الأفراد وهم يقومون بوضع خطة تعافيهم الشخصية وأيضًا وهم يقومون بتنفيذها، والذي يمكن أن يكون أيضًا بمثابة عقد للمشاركة.
يمكن أن تأخذ خطط الإنعاش أشكالاً متعددة. إن العنصر الأساسي في نموذج إدارة التعافي هو وضع خطة شخصية للتعافي. ويقوم بوضع هذه الخطة الشخص الباحث عن الدعم ويقوم متخصص دعم التعافي بمراجعتها. وتعد هذه الخطة المتمركزة على الأقران خطة جوهرية بالنسبة للأفراد من أجل «تقبل» عملية تعافيهم.
وما يعد شيئًا أساسيًا في هذه الخطط هو الصحة العامة وسعادة كل فرد وليس فقط صحتهم النفسية. وغالبًا ما تشمل العناصر جماعات الدعم والعلاج الفردي والمحافظة على الرعاية الصحية الأساسية والسكن المستقر وإدخال تحسينات في الحياة الأسرية والعلاقات الشخصية وكذلك الصلات المجتمعية. ويمكن أن تشمل الخطة أيضًا أهداف التعليم والتنمية المهنية والبحث عن عمل. وهناك بعض الخطط التي تضع جدولاً زمنيًا لمراقبة المدرب و/أو خطة لإعادة المشاركة عند الحاجة لتحقيق التوازن بين الصحة وجودة الحياة بشكل عام لكل فرد. ويمكن العثور على متخصصي دعم التعافي بمجموعة متنوعة ومتزايدة من الإعدادات، تشمل مراكز الإنعاش المجتمعية. ويأتي التمويل لبرامج الأقران من مزيج من الوكالات الفيدرالية والحكومية وكذلك الجمعيات الخيرية المحلية والوطنية وبرامج المنح مثل الجمعيات الخيرية الكاثوليكية وجمعية يونايتد واي (United Way).
وعندما يخدم متخصصو دعم الأقران الناس المستحقين للخدمات الممولة من القطاع العام، قد يُطلب من المتخصصين تلبية التدريب الحكومي ومتطلباتالاعتماد. ويمكنهم العمل جنبًا إلى جنب أو بشكل منفصل عن متخصصي الرعاية النفسية الآخرين.

### الكفاءات الأساسية لوليام إل وايت، المعتمدة لمتخصص دعم التعافي
ورشة العمل الأخلاقية التفاعلية 2007
- 1.عامل التوعية: يحدد ويُشرك الأفراد الذين يصعب الوصول إليهم؛ ويقدم دليلاً حيًا عن القوة التحويلية للتعافي ويجعله جذابًا.
- 2.	المحفز: يُظهر الإيمان بقدرة العميل على التغيير؛ ويشجع ويحتفل بإنجازات تعافيه ويُحرك عامل التعافي الداخلي والخارجي.
- 3.	الموارد: تشجع الدعوة الذاتية للعميل والاكتفاء الذاتي الاقتصادي.
- 4.	الحليف والمقرب: يهتم بصدق ويستمع إلى العميل ويمكن الوثوق به في الأسرار ويمكنه تحديد مجالات النمو المحتملة.
- 5.	راوي الحقيقة: يقدم التعقيبات عن تقدم التعافي. ويحدد المجالات المقدمة أو التي قد تضع عقبات للامتناع المستمر عن تناول الكحول.
- 6. قدوة وموجّه: يقدمون حياتهم كدليل حي على القوة التحويلية للتعافي ويوفر التعليم المناسب لكل مرحلة تعافٍ.
- 7.	المخطط: يسهل الانتقال من خطة علاج موجة مهنيًا إلى خطة تعافي يضعها العميل ويوجهها بنفسه. يساعد في تنظيم الأنشطة اليومية في هذه الخطة.
- 8.	حلال المشكلات: يساعد في حل العقبات الشخصية والبيئية من أجل التعافي.
- 9.	سمسار الموارد: هو شخص على دراية بروابط الأفراد أو أسرهم، لمصادر الإسكان الهادئ والعمالة المساعدة على التعافي والخدمات الصحية والاجتماعية ودعم التعافي ومطابقة الأفراد مع مجموعات دعم خاصة أو اجتماعات مكونة من اثنتي عشرة خطوة.
- 10.	مراقب أو رفيق: عند خدمة العميل بالحضور بشكل منتظم وعلى مدار الساعة أو الحضور لعدد محدد من الساعات يوميًا، فقد يحتاج العميل إلى رفيق معتدل. ويمكن أن يكون هذا الرفيق متاحًا للسفر داخل وخارج البلاد. ويقوم هذا الرفيق بمعالجة كل استجابة للعميل للخدمات المهنية والتعرضات المساعدة المتبادلة لتعزيز المشاركة وتقليل الإنهاك وحل المشكلات الموجودة في العلاقة. وبالإضافة إلى ذلك، يقوم الرفيق المعتدل بإعادة التدخل في وقت مبكر، فضلاً عن تقديم خدمات إعادة بدء التعافي.
- 11.	المرشد السياحي: يقدم القادمين الجدد في ثقافة التعافي؛ ويوجه أدوار التعافي وقواعده وطقوسه ولغته وآدابه؛ ويفتح الأبواب أمام فرص المشاركة المجتمعية.
- 12.	المحامي: يقدم خدمة فائقة القيمة لأولئك الذين يقاومون الفترة المتبقية من الامتناع عن تعاطي المخدرات و/أو تناول الكحول، ولكنه من يجب أن يفعل ذلك بسبب الالتزامات القانونية أو الطبية أو العائلية أو التعاقدية، وكذلك مساعدة أسر الأفراد على اجتياز الأنظمة الاجتماعية والخدمية والقانونية المعقدة.
- 13. المربي: يقدم للعميل معلومات معيارية حول مراحل التعافي. ويمكنهم تسهيل العملية الضرورية للبقاء بعيدًا عن الإدمان وإبلاغ العميل بالمساعدين المتخصصين داخل المجتمع وأيضًا إبلاغه بالانتشار والطرق وأنماط الحياة للتعافي على المدى الطويل.
- 14.	منظم المجتمع: يساعد كل عضو من أعضاء مركز دعم المجتمع في تطوير وتوسيع موارد دعم التعافي وتعزيز علاقات التعاون بين المنظمات الخدمية المهنية ومجموعات دعم التعافي المحلية؛ كما يخلق الفرصة للناس في التعافي للمشاركة في العمل التطوعي وتنفيذ أعمال أخرى من الخدمات للمجتمع.
- 15. مستشار/مدرب نمط الحياة: يدعم العميل من خلال مواجهة التحديات الناشئة عن الأنشطة اليومية. فبالنسبة للبعض، يتم هذا من خلال جلسات متعددة تتم بين شخصين فقط كل أسبوع بينما يفضل بعض العملاء التواصل الهاتفي يوميًا. كما أنه يقوم بمساعدة الأفراد وأسرهم على وضع طقوس الحياة اليومية المعتمدة على الامتناع عن الكحول؛ ويشجع الأنشطة عبر الأطر الدينية والروحية التي من شأنها تعزيز معنى الحياة والغرض منها.
- 16. الصديق: يكون الرفيق المعتدل؛ وهو جسر اجتماعي من ثقافة الإدمان إلى ثقافة التعافي (منظمة وجوه وأصوات التعافي، 2007) (Faces and Voices of Recovery. org).

## وصلات خارجية
- National Association of Peer Specialists, Inc. (NAPS)
- Institute for Recovery and Community Integration
- Peers Envisioning and Engaging in Recovery Services (PEERS)
- Depression and Bipolar Support Alliance (DBSA)